# 沉默之像
《沉默一瞬》是一部2014年美国导演约书亚·奥本海默执导的丹麦等国合拍的纪录片，Werner Herzog、Errol Morris 和 André Singer 任执行监制。这是导演奥本海默继2012年的《杀戮演绎》后的续作，内容是有关1965–66年的印尼大屠杀。影片入选第71届威尼斯影展主竞赛单元，并赢得评委会大奖，获提名第88届奥斯卡最佳纪录片。

## 剧情
一位四十多岁的乡村验光师受到影片《杀戮演绎》的触动，去寻找面对那个曾经在大屠杀中杀害了他哥哥之人。

## 评价
网易影评写到：“约书亚·奥本海默的这部新片是他广受赞誉的纪录片《殺人一舉》的续集，与前作不同的是，影片提供了显微镜式的观察，而非宏大的舞台背景。《殺人一舉》曾获得2013年奥斯卡最佳纪录片提名，在一系列超现实、令人毛骨悚然的戏剧舞台上，影片展示了一群刽子手头目如何兴高采烈地重新演绎当年的屠杀过程。而第二部电影则放得更近，通过单个受害者的悲惨故事，寻找显露于零碎图案之中的更为深层次的恐惧。”